# 하라이와 슌지
하라이와 슌지(일본어: 平岩 俊司, 1960년~)는 일본의 정치학자이다. 주 연구 분야는 국제정치학, 국제관계론 조선민주주의인민공화국의 정치이며, 난잔 대학의 교수이다.